# Фонтанел Монби
Фонтанел Монби (фр. Fontenelle-Montby) насеље је и општина у источној Француској у региону Франш-Конте, у департману Ду која припада префектури Безансон.
По подацима из 2011. године у општини је живело 103 становника, а густина насељености је износила 15,49 становника/km². Општина се простире на површини од 6,65 km². Налази се на средњој надморској висини од 425 метара (максималној 470 m, а минималној 394 m).

## Демографија
| 1962. | 1968. | 1975. | 1982. | 1990. | 1999. | 2011. |
| ----- | ----- | ----- | ----- | ----- | ----- | ----- |
| 126   | 134   | 118   | 104   | 106   | 90    | 103   |

График промене броја становника у току последњих година